# Cantó de Pléneuf-Val-André
El cantó de Pléneuf-Val-André (bretó Kanton Pleneg-Nantraezh) és una divisió administrativa francesa situat al departament de Costes del Nord a la regió de Bretanya.

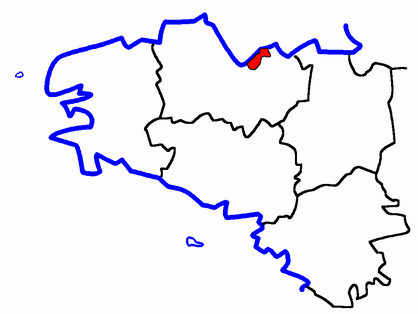
Situació del cantó

## Composició
El cantó aplega 5 comunes :
| Nom bretó        | Nom francès       | Nom gal·ló  |
| Erge-ar-Mor      | Erquy             | Erqi        |
| Plangonwal       | Planguenoual      | Plangenóau  |
| Pleneg-Nantraezh | Pléneuf-Val-André | Ploenoec    |
| Plurien          | Plurien           | Pluriaen    |
| Sant-Alvan       | Saint-Alban       | Saent-Alban |

## Història
| Data d'elecció                           | Identitat       | Partit        | Qualitat |
| ---------------------------------------- | --------------- | ------------- | -------- |
| 2001-2008                                | Patrick Boullet | PS            |          |
| 2008-                                    | Yannick Morin   | Divers droite |          |
| les dades anteriors no són pas conegudes |                 |               |          |
|                                          |                 |               |          |